# Franz Hasil
Franz Hasil (* 28. Juli 1944 in Wien) ist ein ehemaliger österreichischer Fußballspieler.

## Karriere
Franz Hasil begann seine Karriere beim 1. Schwechater SC und kam als 18-Jähriger zu Rapid Wien. Er gilt als einer der besten Techniker, die der Verein je hervorgebracht hat. Bereits mit zwölf Jahren spielte er in Jugendmannschaften für die Grün-Weißen. In den Jahren 1962 bis 1968 bestritt er insgesamt 103 Meisterschaftsspiele als Stürmer für Rapid. Franz Hasil wurde in dieser Zeit insgesamt dreimal Meister (1964, 1967, 1968) und einmal Cupsieger (1968).
1968 wechselte er nach Deutschland zum FC Schalke 04, wo er nur eine Saison blieb. In der Bundesliga wurde er mit den Knappen Siebter und war dabei mit fünf Toren in 25 Spielen beteiligt. Schalke erreichte auch das DFB-Pokalfinale 1968/69, Hasil kam aber beim 1:2 gegen den FC Bayern nicht zum Einsatz.
1969 ging Franz Hasil in die Niederlande zu Feyenoord Rotterdam, damals vom Österreicher Ernst Happel trainiert. Dort gewann der Stürmer als erster Österreicher den Europapokal der Landesmeister, sowie den Weltpokal im Jahre 1970 und wurde niederländischer Meister 1971. Er wurde zum besten Legionär aller Zeiten in den Niederlanden gewählt.
Im November 1972 gab es Meldungen, dass Hasil nach den Plänen von Präsident Günter Siebert wieder zu Schalke kommen könne (im Tausch mit den im Zusammenhang mit dem Bundesliga-Skandal gesperrten Klaus Fischer und Jürgen Sobieray). Dies wurde jedoch von Verwaltungsratsmitglied Bernhard Klodt abgelehnt, weil „Schalke Stürmer und keinen Mittelfeldspieler wie Hasil und für die beiden Spieler auch Geld brauche“.
Zu Ende seiner Karriere kehrte Franz Hasil nach Österreich zurück. In den Jahren 1973 bis 1977 spielte er bei Austria Klagenfurt (dort 1973/74 mit Lothar Emmerich; es gab unterschiedliche Angaben über die Ablösesumme, teilweise sogar von 3 Mio. Schilling, wobei Insider aber von «nur» 1,3 Mio. Schilling sprachen) und beim SV St. Veit. Überraschend gab es im Sommer 1977 sogar einen Transfer zum Unterliga-Klub Polizei Klagenfurt (einem in den 1980er-Jahren durch Fusion praktisch aufgelösten Klub).
Im Juli 1979 legte er in der niederösterreichischen Sportschule Lindabrunn eine Prüfung als Lizenztrainer ab. – Am 24. Oktober 1979 wurde er (gegen den Willen der Mannschaft) – als Nachfolger von Hermann Kövari Trainer bei Austria Klagenfurt (gleichzeitig blieb er Spieler bei den Ordnungshütern). In der Saison 1980/81 spielte er beim SV Spittal, mit dem er Meister der Kärntner Landesliga wurde. Am 20. Juli 1981 unterschrieb er, etwas für die Medien vorbereitet, für die Vienna. wo er dann auch Trainer wurde. Später war er in Stattersdorf ebenfalls als Spielertrainer tätig.
Franz Hasil absolvierte insgesamt 21 Länderspiele für die österreichische Nationalmannschaft und erzielte dabei zwei Tore. Sein Länderspieldebüt gab er am 27. Oktober 1963 in Budapest gegen Ungarn, sein letztes Spiel für Österreich bestritt er am 13. November 1974 beim 1:0-Auswärtserfolg gegen die Türkei in Istanbul.
Nach Beendigung seiner Karriere als Spieler wechselte Hasil ins Traineramt, wo ihm Erfolge jedoch versagt blieben. Als Trainer war er bei der Vienna, SVL Flavia Solva, Wiener Sport-Club, UFC Stotzing, SC Siebenhirten und im Nachwuchs von Rapid Wien tätig.

## Sportliche Erfolge
- 1 × Weltpokal: 1970
- 1 × Europapokal der Landesmeister: 1970
- 3 × Österreichischer Meister: 1964, 1967 und 1968
- 1 × Niederländischer Meister: 1971
- 1 × Österreichischer Pokalsieger: 1968
- 2 × Österreichischer Vizemeister: 1965, 1966
- 1 × Österreichisches Pokalfinale: 1966
- 21 A-Länderspiele und 2 Tore für die österreichische Nationalmannschaft von 1963 bis 1974.

## Anekdoten
- Legendär ist Hasils kolportierte Antwort auf die Frage eines Fußball-Funktionärs, ob er denn seine Gage brutto oder netto haben wolle: „Das ist mir egal. Hauptsache ist, ich bekomm’ sie auf die Hand.“
- Alois Jagodic, Mannschaftskollege bei der Austria Klagenfurt, schwärmt heute noch: „Wenn er wollte, war er Weltklasse. Wie keinem anderen gehorchte dem Franz der Ball.“
- Vom technischen Fußballkönnen her, erinnerte sich Walter Ludescher, Österreichischer Nationalspieler und später Erfolgstrainer, sei der Mann mit dem unverwechselbaren Wiener Dialekt über-drüber, ja einfach genial gewesen: „So wie man sich einen Brasilianer oder Südamerikaner vorstellt.“
- Als er von Rotterdam nach Österreich zurückkehrte, begründete er dies offenherzig mit: „Hier muss ich zweimal am Tag trainieren und in jedem Spiel 90 Minuten rackern. Wenn ich in Österreich zwei gute Spiele mache, kann ich bei drei weiteren auch nichts tun.“

## Auszeichnungen (Auszug)
- Goldenes Ehrenzeichen für Verdienste um die Republik Österreich: 2003.